# Wolfgang Flür
Wolfgang Flür (17 de julho de 1947) é um músico alemão, mais conhecido como um dos membros da grupo eletrônico Kraftwerk, no qual tocou percussão eletrônica de 1973 a 1987. Flür também ajudou a construir muitos dos equipamento de estúdio e de palco do grupo criados no Kling Klang Studio, em Dusseldorf.

## História
Antes de entrar para o Kraftwerk, Flür havia tocado um bateria acústica convencional em Düsseldorf na banda "The Spirits of Sound". Outro membro desta banda foi o guitarrista Michael Rother, que também passou alguns meses como membro do Kraftwerk em 1971, antes de formar o Neu! com o então baterista do Kraftwerk, Klaus Dinger.
Flür agora é o membro fundador do projeto Yamo, que lançou o álbum "Time Pie" em 1997, produzido em colaboração com o Mouse on Mars. Seu lançamento seguinte, um EP com remixes de "I Was A Robot" alcançou o número 6 nas paradas de clube da Alemanha. Colaborações com Pizzicato Five e Der Plan (membro fundador do Pyrolator) foram anunciados, e a letra da canção "Greed", estão em sua autobiografia, contudo, este material permanece inédito até então.
Flür também escreveu uma autobiografia, publicada no ano de 2000, chamado "Ich war ein Roboter" (em Inglês: "I Was a Robot"), descrevendo a sua opinião sobre o funcionamento interno do Kraftwerk. Recentemente, tem sido visto tocando como DJ em clubes, tocando techno, house e electro. Ele também tem acompanhado a dupla de synthpop alemão, Dyko, em shows ao vivo como percussionista eletrônico, e um single lançado em 2009.
O álbum "Party People" do cantor japonês "Maki Nomiya" (ex Pizzicato Five) incluída a canção "Yamate Line", com composição e co-produção creditados a Flür e Yamo (ambos sendo citados nos créditos).